# ستيوارت إيفانز
ستيوارت إيفانز (بالإنجليزية: Stewart Evans)‏ (5 نوفمبر 1960 في المملكة المتحدة - ) هو مدرب كرة قدم ولاعب كرة قدم بريطاني في مركز الهجوم. لعب مع شيفيلد يونايتد ونادي بليموث أرجايل ونادي توركي يونايتد ونادي روذرهام يونايتد ونادي كرو ألكساندرا ووست بروميتش ألبيون ونادي غاينسبورو ترينيتي ونادي ويمبلدون ودنابي يونايتد وMaltby Main F.C. ‏ وParkgate F.C. ‏.

## وصلات خارجية
- ستيوارت إيفانز على موقع قاعدة بيانات كرة القدم.إي يو (الإنجليزية)